# Starojapparowo
Starojapparowo (ros. Старояппарово, baszk. Иҫке Яппар) – rosyjska wieś (ros. село, trb. sieło) w Baszkirii w rejonie dawlekanowskim.
1 stycznia 2009 roku wieś zamieszkiwały 254 osoby, z których 100% stanowili Baszkirzy.